# 1132
Évszázadok: 11. század – 12. század – 13. század
Évtizedek: 1080-as évek – 1090-es évek – 1100-as évek – 1110-es évek – 1120-as évek – 1130-as évek – 1140-es évek – 1150-es évek – 1160-as évek – 1170-es évek – 1180-as évek
Évek: 1127 – 1128 – 1129 – 1130 –  1131 – 1132 – 1133 – 1134 – 1135 – 1136 – 1137

## Események

### Határozott dátumú események
- július 2. – II. Béla magyar király serege a Sajó mellett legyőzi az országba lengyel sereggel betört trónkövetelő Boriszt, Könyves Kálmán törvénytelen fiát.[1]

### Határozatlan dátumú események
- az év folyamán – 
  - II. Jaropolk kijevi nagyfejedelem trónra lépése.
  - A római liturgia bevezetése az ír egyházban.
  - Vézelay-ben elkészül a clunyi szerzetesek apátsági temploma.
  - Martyrius foglalja el a veszprémi püspöki széket.[2]

## Születések
Bizonytalan dátum
- Gruffydd ap Rhys, a dél-walesi Deheubarth királya († 1197)
- VI. Sancho, navarrai király († 1194)

## Halálozások
- I. Msztyiszlav kijevi nagyfejedelem[3] (* 1076)
- Grenoble-i Szent Hugó (* 1053)